# Estació de Tamagawa (Osaka)
L'estació de Tamagawa (玉川駅, Tamagawa-eki) és una estació de ferrocarril de la línia Sennichimae del metro d'Osaka situada al barri de Yoshino, al districte urbà de Fukushima, Osaka, Japó. El codi distintiu de l'estació és S12.

## Ruta
| Metro d'Osaka     |             |
| Nodahanshin (S11) |             |
| Línea Sennichimae | Awaza (S13) |